# Bompas, Pyrénées-Orientales
Bompas là một xã thuộc tỉnh Pyrénées-Orientales trong vùng Occitanie phía nam Pháp. Xã này nằm ở khu vực có độ cao trung bình 16 mét trên mực nước biển.